# Nasjiem
De Seder Nasjiem (Hebreeuws: נשים) is de derde en op een na kortste van de zes Ordes (Sedarim) van de Misjna. De letterlijke Nederlandse vertaling is "Orde van de Vrouwen." Het is ook de derde Orde van de Talmoed en de Tosefta. De Seder handelt over wetten omtrent huwelijk, huwelijksrecht en echtscheiding.
De Seder Nasjiem telt 7 traktaten (Masechtot):
1. Jevamot (יבמות, Schoonzusters/Leviraatshuwelijk) - handelt over het leviraatshuwelijk (Deut. 25:5-10), verboden huwelijken en de positie van minderjarigen. Dit traktaat telt 16 hoofdstukken.
2. Ketoebot (כתובות, Huwelijkscontracten) - dit traktaat handelt over de Ketoeba (huwelijkscontract), het huwelijksrecht en enkele andere wetten. 11 hoofdstukken.
3. Nedariem (נדרים, Geloften) - handelt over geloften, eden, verklaringen tot onthouding e.d. en de opheffing daarvan (vgl. Num. 30)[2]. 11 hoofdstukken.
4. Nazier (נזיר, Die zich ergens van onthoudt/Nazireeër) - dit traktaat handelt over de Nazireeërgelofte en het Nazireeërschap (Num. 6). Dit traktaat telt 9 hoofdstukken.
5. Gittien (גיטין, (Echtscheidings)akten) - over de echtscheiding en de akte daarvoor, alsook ander akten. Dit traktaat telt 9 hoofdstukken.
6. Sota (סוטה, Vrouw verdacht van overspel) - handelt over het ritueel van de Sotah - een vrouw verdacht van overspel (zie Num. 5:11vv.) - alsook andere rituelen waarbij formules moeten worden uitgesproken. 9 hoofdstukken.
7. Kiddoesjien (קידושין, Trouwen) - dit traktaat handelt over het huwelijk en het sluiten van een huwelijk. 4 hoofdstukken.

Zowel in de Babylonische als de Jeruzalemse Talmoed kent de Seder Nasjiem bij iedereen traktaat commentaar van Rabbijnen (Gemara).